# シノサウルス
シノサウルス(Sinosaurus)は、前期ジュラ紀のシネムーリアン期に生息した獣脚類の属。

## 発見
化石自体の記載は1948年にあり、命名もその年にされたが、発見化石自体が非常に断片的であったため長い期間疑問名ないしディロフォサウルスの1種であるDilophosaurus sinensisとして扱われていた。しかし2003年に中国の古生物学者である董枝明が研究したところ長らくD.sinensisとみなされた化石はシノサウルスのものと同一という研究結果がなされ、国際動物命名規約に基づき先に記載があったシノサウルスが復活することとなった。
化石は中国の雲南省にある禄豊県および晋寧県より産出している。

## 形態および古生物学

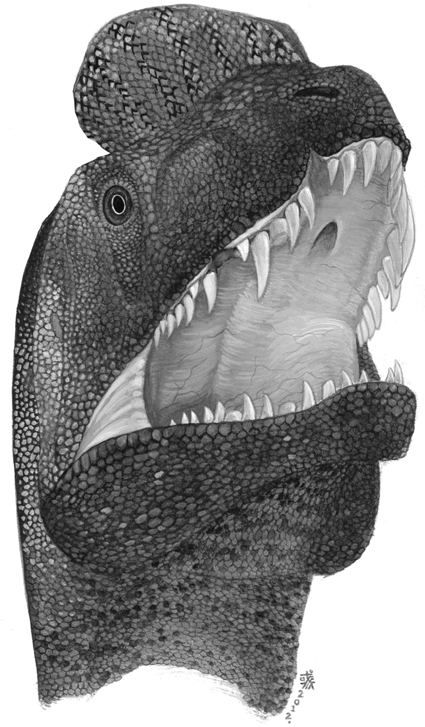
頭部を復元したイラスト

シノサウルスの化石からは本来歯槽があるべき箇所が失われており、恐竜が歯槽病になったという根拠を示す初めての化石となった。この化石からは歯槽と歯が失われた場所から再び歯が生えることはなく、顎のみが治癒していたということも分かっている。
鼻の穴の下あたりで上顎骨が凹んでいるなど原始的な特徴も見られる一方で、上顎骨の歯並びが眼窩まで達しないなど進化的な特徴も見られている。
同地域からはチューションゴサウルスも発見されており、シノサウルスはこのような恐竜や小動物などを襲って食べていたと推測されている。